# Rajd des Garrigues – Languedoc-Roussillon 1991
Rajd des Garrigues – Languedoc-Roussillon 1991 (12. Rallye des Garrigues – Languedoc-Roussillon) – 12. edycja rajdu samochodowego Rajd des Garrigues – Languedoc-Roussillon rozgrywanego we Francji. Rozgrywany był od 1 do 3 marca 1991 roku. Była to szósta runda Rajdowych Mistrzostw Europy w roku 1991 (rajd miał najwyższy współczynnik - 20). Składał się z 16 odcinków specjalnych.

## Klasyfikacja rajdu
| Miejsce                      | Kierowca                     | Pilot                        | Samochód                     | Czas                         | Strata                       |                              |
| Klasyfikacja generalna i ERC | Klasyfikacja generalna i ERC | Klasyfikacja generalna i ERC | Klasyfikacja generalna i ERC | Klasyfikacja generalna i ERC | Klasyfikacja generalna i ERC | Klasyfikacja generalna i ERC |
| ---------------------------- | ---------------------------- | ---------------------------- | ---------------------------- | ---------------------------- | ---------------------------- | ---------------------------- |
| 1.                           | Fabrizio Tabaton             | Maurizio Imerito             | Lancia Delta Integrale 16V   | 4:44:27                      | 0.0                          |                              |
| 2.                           | Piero Liatti                 | Luciano Tedeschini           | Lancia Delta Integrale 16V   | 4:47:48                      | +3:21                        |                              |
| 3.                           | Bernard Béguin               | Andrié Jean-Marc             | Ford Sierra RS Cosworth 4x4  | 4:57:36                      | +13:09                       |                              |
| 4.                           | John Bosch                   | Kevin Gormley                | BMW M3 E30                   | 4:58:44                      | +14:17                       |                              |
| 5.                           | Bruno Thiry                  | Stéphane Prévot              | Opel Kadett GSI 16V          | 5:00:00                      | +15:33                       |                              |
| 6.                           | Sylvain Polo                 | Christian Gilbert            | Citroën AX Sport             | 5:08:11                      | +23:44                       |                              |
| 7.                           | Jan-Hug Hazard               | Martin Biju-Duval            | Ford Sierra RS Cosworth 4x4  | 5:09:31                      | +25:04                       |                              |
| 8.                           | Jean-François Mourgues       | Jean-Pierre Dubournais       | BMW M3 E30                   | 5:09:34                      | +25:07                       |                              |
| 9.                           | Laurence Jacquet             | Martine Poettoz              | Renault 5 GT Turbo           | 5:12:39                      | +28:12                       |                              |
| 10.                          | Laurent Poggi                | Didier Breton                | Citroën AX Sport             | 5:13:43                      | +29:16                       |                              |